# Odjel za biologiju Sveučilišta Josipa Jurja Strossmayera u Osijeku
Odjel za biologiju sastavnica je Sveučilišta Josipa Jurja Strossmayera u Osijeku od 1. travnja 2005. godine. Njegova osnovna funkcija je znanstveno-nastavna djelatnost na Sveučilištu, ali i izvođenje nastave iz područja prirodnih znanosti na drugim studijima osječkog Sveučilišta i drugih sveučilišta.

## Ustrojstvo
- Zavod za biokemiju i ekofiziologiju biljaka
  - Laboratorij za ekofiziologiju alga
  - Laboratorij za biokemiju
  - Laboratorij za molekularnu ekologiju

- Zavod za ekologiju voda

- Zavod za zoologiju
  - Laboratorij za entomologiju
  - Laboratorij za staničnu i molekularnu biologiju biljaka
  - Laboratorij za ekologiju životinja

- Zavod za kvantitativnu ekologiju
  - Laboratorij za analizu bioloških sustava

## Vanjske poveznice
- Službene stranice